# Bischofshagen

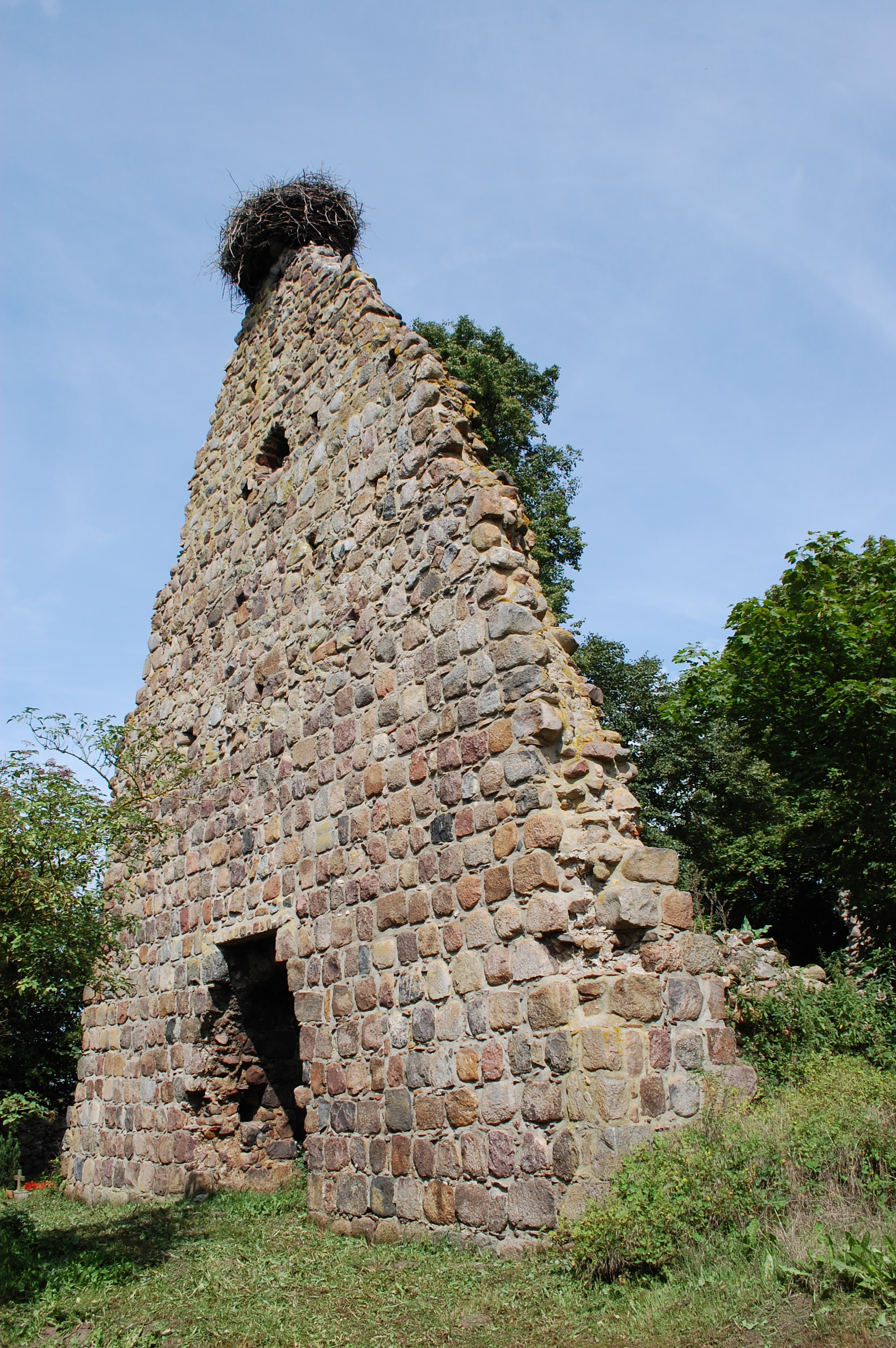
Westgiebel der Kirchenruine

Bischofshagen war ein mittelalterliches Dorf im Gebiet der Gemeinde Gerswalde im Landkreis Uckermark (Brandenburg). Die ehemalige Dorfstelle ist durch die Wüste Kirche Berkenlatten markiert. Heute liegen auf der ehemaligen Feldmark des untergegangenen Dorfes die 1714 neu gegründeten Gemeindeteile Böckenberg und Berkenlatten der Gemeinde Gerswalde.

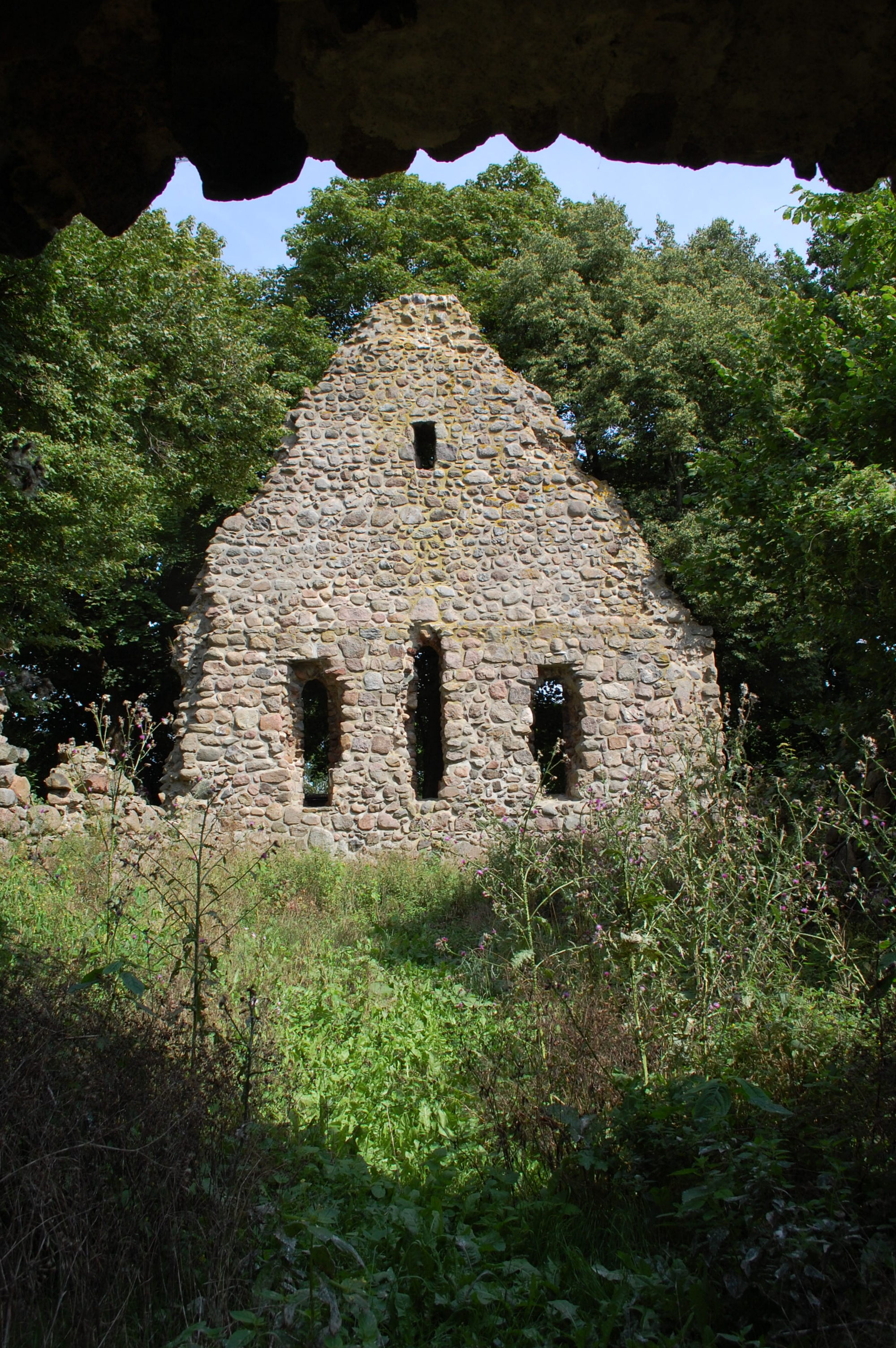
Ostgiebel vom Innenraum gesehen mit der Dreifenstergruppe

## Lage
Die Dorfstelle der Wüstung befindet sich nördlich der Siedlung Berkenlatten und wird durch die Ruine der Dorfkirche Bischofhagens, der sogenannten Wüsten Kirche Berkenlatten markiert. Die exakte Lage bzw. die Grenzen der Feldmark des ehemaligen Dorfes sind nicht bekannt. Die Feldmark umfasste sicher die Areale der ursprünglichen Vorwerke Böckenberg und Berkenlatten und könnte bis Arnimswalde gereicht haben. Auch die Abgrenzung zur westlich angrenzenden Feldmark des ebenfalls wüst gefallenen Dorfes Langenhagen ist spekulativ.

## Geschichte
Das Dorf wurde erstmals im Landbuch Karls IV. als  Byscoppeshaghen erwähnt. Es war damals schon wüst. Zwar werden Dorf und Gut 1416 noch einmal genannt, dies ist wahrscheinlich aber nur eine Wiederholung der ursprünglichen Besitzverhältnisse. 1481 ist schließlich nur noch die Feldmark Bischofshagen genannt. Die vier Pfarrhufen deuten eventuell auf eine Dotation der Kirche nach dem Brandenburger Zehntstreit (1237/38) hin. Der Ort gehörte im Mittelalter zum Bistum Cammin.
Für die Interpretation des Namens bieten sich zwei Möglichkeiten an. Enders favorisiert eine Namensübertragung von Bischofhagen (heute Löhne-Bahnhof, Kreis Herford). Auch für die benachbarte wüste Feldmark Langenhagen ist eine Namensübertragung von etwa Langenhagen bei Hannover denkbar. Es wäre allerdings doch sehr großer Zufall, wenn zwei übertragene -hagen-Orte nun zufällig nebeneinander zu liegen kommen. Wauer vermutet, dass der Name des nicht weit entfernt liegenden Kaakstedt ein übertragener Name ist (von Cochstedt, Salzlandkreis, Sachsen-Anhalt). Daran sind allerdings Zweifel anzumelden, da viele Orts- und Flurnamen der Uckermark >niederdeutschen Ursprungs sind, da die Besiedlung Vor- und Westpommern stark von holländischen und westfälischen Bauern und Handwerkern geprägt war. Im Niederdeutschen bedeutet >Kaak schlicht der Kerker bzw.Pranger, und im Niederländischen ist der Name >Kaak als Familienname sehr verbreitet. 
Die andere Erklärungsmöglichkeit ist, dass evtl. beide Siedlungen als Rodungsorte nach dem Hagenrecht angelegt wurden. Beim Hagenrecht handelt es sich um eine Form der freien Erbleihe, die vor allem bei der Ansetzung von Neusiedlern angewendet wurde. Ein Hagen war ein vom Grundherrn zur Rodung freigegebenes, durch vorige Vermessung vom übrigen Wald abgegrenztes Areal. Die Rodungen behielten wohl meist das Grundwort -hagen bei unter Hinzufügung eines Bestimmungswortes, entweder nach dem Lokator (z. B. Klaushagen), dem Grundherrn (z. B. Bischofshagen), einer Eigenschaft des Hagen (Langenhagen, Breitenhagen), oder auch Wunsch- oder Werbenamen besonders zur Kolonisationszeit (z. B. Blumenhagen, Rosenhagen). Hagendörfer hatten meist auch die Form eines Straßendorfes; zu beiden Seiten lagen die Höfe und dahinter erstreckte sich das zugehörige Land.
In Falle von Bischofshagen müsste die Initiative zur Rodung vom Bischof von Cammin erfolgt sein, oder von einem Hagemeister mit einem Zu- oder Übernamen Bischof. Dazu fehlen aber sämtliche Belege, denn die urkundliche Überlieferung setzt erst mit dem Landbuch von 1375 ein, gut 150 Jahre nach der Anlage des Dorfes. Bischofshagen gehörte damals zum Bistum Cammin, was aber nicht bedeutet, dass der Bischof hier Grundherr war. Im Falle des im Mittelalter benachbarten Ortes Langenhagen wäre der Namen aufgrund der großen Hufenzahl (84 Hufen!) wohl selbsterklärend. An einer Straße aufgereiht, ergibt sich ein sehr langer Hagen. Eine definitive Entscheidung für oder gegen die eine oder andere Möglichkeit der Namenserklärung ist nicht möglich.
Die erste Nennung des Dorfes erfolgte im Landbuch Karls IV. als  Byscoppeshaghen. Der Text lautet im Original:

“Byscoppeshaghen 40 mansi. Quilibet dat in pactum 15 solidos, precaria sunt 5 solidi, 1 modius siliginis, 1 modius ordei, 1 modius avene. Ad dotem iacent 4 mansi. Richbrecht de Holtzendorp habet 4 mansos cum omni iure. Fredericus de Stegelitz habet pactum super 8 mansos. Residuos redditus huius ville habet Richart de Holtzendorp. In hac villa sunt 10 mansi in possessione habentes libertatem ad triennium. Taberna dat 1 talentum et est in libertate ad triennium. Costenworde sunt 34, quelibet dat 13½ denarios in pactum et 6 denarios in censum, quarum due sunt in possessione, et sunt in libertate ad triennium; omnes alie sunt deserte. Ista villa iacet desolata.”

Danach lag Bischofshagen damals schon völlig verlassen. Es hatte vorher 40 Hufen, jede Hufe musste 15 Schillinge an Pacht entrichten. An Bede waren fünf Schillinge, ein Scheffel Roggen, ein Scheffel Gerste und ein Scheffel Hafer fällig. Die Kirche bzw. der Pfarrer hatte vier freie Hufen. Richbrecht/Richart de Holtzendorp hatte einen Hof mit vier freien Hufen mit allen Rechten. Fredericus de Stegelitz stand die Pacht von 8 Hufen zu. Alles andere an grundherrlichen Abgaben und Rechten stand dem Ortsherrn Richard von Holtzendorp zu. Zehn Hufen waren auf drei Jahre von Abgaben befreit. Der Krug hatte eine jährliche Abgabe in Höhe von einem Talent (= 1 Pfund = 240 Brandenburgische Pfennige) zu entrichten, hatte jedoch ebenfalls drei Freijahre.
Insgesamt gab es 34 Kossätenhöfe im Ort. Jeder Kossätenhof musste 13½ Pfennige an Pacht und 6 Pfennige an Zins bezahlen. Allerdings hatten aber nur noch zwei Kossätenhöfe einen Besitzer, die zudem für drei Jahre von Abgaben befreit waren. Es ist aber denkbar, dass nur das Dorf aufgegeben war, die genannten Hufen etwa von Gerswalde aus bewirtschaftet wurden.
Das Dorf muss bald darauf an die von Stegelitz gekommen sein, denn am 1. Januar 1416 verkauften Vivigentz von Stegelitz zu Stegelitz und Liborius von Stegelitz zu Fredenwalde Dorf und Gut Bischofshagen an den von Holtzendorf. 1481 verkauften die von Holzendorf zunächst eine Hälfte, 1483 dann auch die andere Hälfte der Feldmark von Bischofshagen an die von Arnim. Im Gesamtlehenbrief von 1486 ist dann dat felde to Bischopshagen mit allem rechte, nichts uthgenomenn erwähnt. Allerdings hatten die von Holtzendorf zu Fergitz noch im 17. Jahrhundert Holzungsrechte im sogenannten Bischofshagen der Gerswalder Heide. Diese Holzungsrechte kamen erst 1724 zusammen mit dem Gut Fergitz an die von Arnim.
Bereits bis 1607 waren auf der Feldmark des wüst gefallenen Dorfes Bischofshagen die zwei Vorwerke Böckenberg und Berkenlatten entstanden. Sie gingen im Dreißigjährigen Krieg wieder ein. 1714 wurden die beiden Vorwerke Berkenlatten und Böckenberg wieder neu errichtet. Böckenberg wurde sogar Rittersitz. 1714 waren die Grenzen der Feldmark Bischofshagen schon nicht mehr bekannt, wie der erhaltene Entwurf für einen Lehenbrief für die von Arnim auf Gerswalde zeigt. Beispielsweise ist dort die ursprüngliche Formulierung Bischoffshagen oder Böckenberg genannt wieder durchgestrichen. Oder das Feld zu Langenhagen oder Böckenberg genannt; hier ist Böckenberg hinein kopiert. Eine andere Passage heißt: Bischoffshagen oder Bercken Latten genannt. Anscheinend kam es aufgrund dieser nicht mehr bekannten Grenzen der Feldmarken Bischofshagen und Langenhagen 1714 auch zu Streitereien unter den verschiedenen Zweigen der von Arnim, die ja immer nur einen Gesamtlehenbrief erhalten hatten.
Böckenberg und Berkenlatten blieben im Besitz der von Arnim bis Anfang des 20. Jahrhunderts.

## Die Kirchenruine Berkenlatten oder Wüste Kirche Berkenlatten
Die aus behauenen Feldsteinquadern erbaute Kirche des Dorfes war ein Rechtecksaal (19,75 × 10,66 m) ohne massiven Westturm. Er entstand in der zweiten Hälfte des 13. Jahrhunderts. Erhalten sind die Giebelfronten. Die Ostseite weist drei spitzbogige Fenster auf, wobei das Mittelfenster bis an die Traufhöhe der Seitenwände heranreicht, die beiden seitlichen Fenster sind niedriger. In der Westseite öffnet sich ein spitzbogiges Portal, im Westgiebel befindet sich ein Rundfenster und 3 Reihen alter Balken-Verankerungen. Ob diese dem Dachstuhl dienten oder einem eventuell außen angefügten Turm Standfeste gaben, ist nicht geklärt. Um die Kirchenruine herum befindet sich der Friedhof, der noch heute für Bestattungen genutzt wird.

## Anmerkung
1. ↑  Wauer schreibt: Bischofshagen Kr. Höxter Westfalen. Außerdem ist die uckermärkische Wüstung Bischofshagen mit wnw Greiffenberg sehr ungenau geographisch beschrieben. Greiffenberg liegt 15 km entfernt und hat weniger Einwohner als etwa Gerswalde.